# Савезна скупштина Савезне Републике Југославије
Савезна скупштина Савезне Републике Југославије је била највише представничко тело и носилац уставотворне и законодавне власти у Савезној Републици Југославији, од 1992. до 2003. године.

## Савезна уставотворна и законодавна власт
Савезна скупштина као орган Савезне Републике Југославије:
- одлучује о уставу Савезне Републике Југославије
- одлучује о пријему других република чланица у Савезну Републику Југославију, о удруживању са другим државама и о приступању међународним организацијама
- одлучује о промени граница Савезне Републике Југославије, одлучује о рату и миру, проглашава ратно стање, стање непосредне ратне опасности и ванредно стање
- доноси савезне законе, друге прописе и опште акте, доноси савезни буџет и завршни рачун, потврђује међународне уговоре из надлежности Савезне Републике Југославије
- обавља контролу над радом Савезне владе и других савезних органа и функционера одговорних Савезној скупштини, у складу са савезним уставом и савезним законом
- за кривична дела предвиђена савезним законом
- бира и разрешава председника Републике[а] председника Савезне владе, судије Савезног уставног суда, судије Савезног суда, савезног државног тужиоца, гувернера Народне банке Југославије и друге савезне функционере одређене савезним законом
- обавља и друге послове утврђене савезним уставом

Савезна скупштина може, на заједнички предлог република чланица, савезним законом уредити и друга питања која нису у надлежности Савезне Републике Југославије.

## Веће грађана и Веће република
Савезну скупштину сачињавају Веће грађана и Веће република.
Веће грађана сачињавају савезни посланици изабрани у републикама чланицама на непосредним изборима, тајним гласањем, тако што се по један савезни посланик бира на 65 000 бирача, с тим што се у републици чланици бира најмање 30 савезних посланика.
Веће република сачињавају по 20 савезних посланика из републике чланице изабраних на непосредним изборима.

### Савезни посланици
Савезни посланици бирају се на четири године.
Избор и престанак мандата савезних посланика у Већу грађана и Већу република Савезне скупштине уређује се савезним законом, иако је првобитно у Уставу било дефинисано да се избор и престанак мандата савезних посланика у Већу република Савезне скупштине уређује се законом републике чланице, то је измењено Амандманом III.
Савезни посланици у Већу грађана Савезне скупштине представљају грађане Савезне Републике Југославије, а савезни посланици у Већу република Савезне скупштине представљају републику чланицу у којој су изабрани.

### Председници већа
Веће грађана и Веће република Савезне скупштине бирају свог председника и потпредседника из реда својих посланика.
Председник већа представља веће, руководи радом већа и врши друге послове утврђене савезним законом и пословником већа.
Оба већа доносе пословнике којима уређују свој рад и организацију.

### Редовна и ванредна заседања већа
Савезна скупштина ради у редовним и ванредним заседањима већа.
- Редовно заседање одржава се без позива два пута годишње, у складу са пословником већа. Прво редовно заседање почиње првог радног дана у фебруару, а друго првог радног дана у септембру.
- Ванредно заседање одржава се на захтев најмање трећине броја савезних посланика у једном већу или на захтев Савезне владе, са унапред утврђеним дневним редом.

### Начин гласања у скупштини
О питањима из надлежности Савезне скупштине одлучују оба већа равноправно, већином гласова савезних посланика у сваком од два већа, ако савезним уставом није друкчије одређено.
Савезне законе о застави, грбу и химни, избору савезних посланика за Веће грађана, избору председника Републике, Савезном суду, Савезном државном тужилаштву, организацији Савезног уставног суда, поступку пред тим судом и правном дејству његових одлука Савезна скупштина доноси двотрећинском већином гласова свих савезних посланика у сваком од два већа.
Кад предлог савезног закона, другог прописа или општег акта није усвојен у оба већа у истоветном тексту, већа образују комисију за усаглашавање коју сачињавају по пет савезних посланика из оба већа. О предлогу комисије за усаглашавање и изјашњавају се оба већа, у складу са савезним уставом.

## Избори за Савезну скупштину
- Избори за савезне посланике у Веће грађана Савезне скупштине СРЈ маја 1992. Одржани 31. маја 1992.
- Избори за савезне посланике у Веће грађана Савезне скупштине СРЈ децембра 1992. Одржани 20. децембра 1992.
- Избори за савезне посланике у Веће грађана Савезне скупштине СРЈ 1996. Одржани 3. новембра 1996.
- Избори за посланике у Савезну скупштину СРЈ 2000. Одржани 24. септембра 2000.